# 布羅克頓 (喬治亞州)
布羅克頓（英語：Brockton）是位於美國喬治亞州傑克遜縣的一個非建制地區。該地的面積和人口皆未知。

## 地理
布羅克頓的座標為34°07′12″N 83°29′41″W / 34.12000°N 83.49472°W，而該地的平均海拔高度為248米（即814英尺）。